# California's Great America
Ne doit pas être confondu avec Six Flags Great America.
California Great America est un parc d'attractions situé à Santa Clara, en Californie, aux États-Unis. Il appartient au groupe Cedar Fair Entertainment.
Great America est l’un des quatre parcs d'attractions majeurs situés autour de la baie de San Francisco ; les trois autres étant Six Flags Discovery Kingdom à Vallejo, Santa Cruz Beach Boardwalk à Santa Cruz et Gilroy Gardens à Gilroy.

## Histoire
Le parc ouvre sous le nom Marriott’s Great America en 1976, dirigé à l’époque par Marriott, un directeur d’une chaîne d’hôtels. La même année, son parc jumeau (portant le même nom) ouvre à Chicago. Celui-ci deviendra plus tard Six Flags Great America.
Kings Entertainment, une entreprise qui gère déjà d'autres parcs, est désigné pour diriger le parc pour la ville. Finalement la ville décide de vendre le parc à ce groupe en 1989.
Trois ans plus tard, Paramount Communications, qui possède Paramount Pictures, décide de devenir également gérant de parcs d'attractions. La compagnie devient propriétaire du groupe Kings Entertainment et donc des trois parcs qu’il possédait dont Great America, créant ainsi Paramount Parks. Viacom, qui possède MTV Networks et Nickelodeon rachète Paramount en 1994. Ils ajoutent alors des personnages des licences Nickelodeon pour la thématique du parc.
Après que Viacom et CBS Corporation furent séparés, Paramount Parks devint une partie de CBS. En mai 2006, il fut annoncé que Cedar Fair Entertainment se portait acquéreur de la chaîne Paramount Parks. Le 30 juin 2006, l'annonce fut officialisée. 
En 2007, le parc fut renommé California’s Great America.

## Le parc d'attractions
Le parc est divisé en différentes zones thématiques : 
- Nickelodeon Central - Zone thématique sur l'univers des personnages de Nickelodeon
- Celebration Plaza - Zone d'entrée
- Country Fair - Zone thématique sur le Far West. Connu pour ses deux grands huit : Grizzly et Demon
- Kidzville - Zone pour les enfants
- Planet Snoopy
- Action Zone
- All American Corners - Zone thématique sur l'Amérique
- Orleans Place

### Les montagnes russes

#### En fonction
| Nom de l'attraction               | Type                            | Constructeur                 | Année d'ouverture |
| --------------------------------- | ------------------------------- | ---------------------------- | ----------------- |
| Demon                             | Montagnes russes assises        | Arrow Dynamics               | 1976              |
| Flight Deck                       | Montagnes russes inversées      | Bolliger & Mabillard         | 1993              |
| Gold Striker                      | Montagnes russes en bois        | Great Coasters International | 2013              |
| Grizzly                           | Montagnes russes en bois        | Kings Island Construction    | 1986              |
| Lucy's Crabbie Cabbies            | Montagnes russes assises junior | E&F Miler Industries         | 1999              |
| Patriot Anciennement nommé Vortex | Montagnes russes sans sol       | Bolliger & Mabillard         | 2017              |
| Psycho Mouse                      | Wild Mouse                      | Arrow Dynamics               | 2001              |
| RailBlazer                        | Single-rail                     | Rocky Mountain Construction  | 2018              |
| Woodstock's Express               | Montagnes russes assises junior | Intamin                      | 1987              |

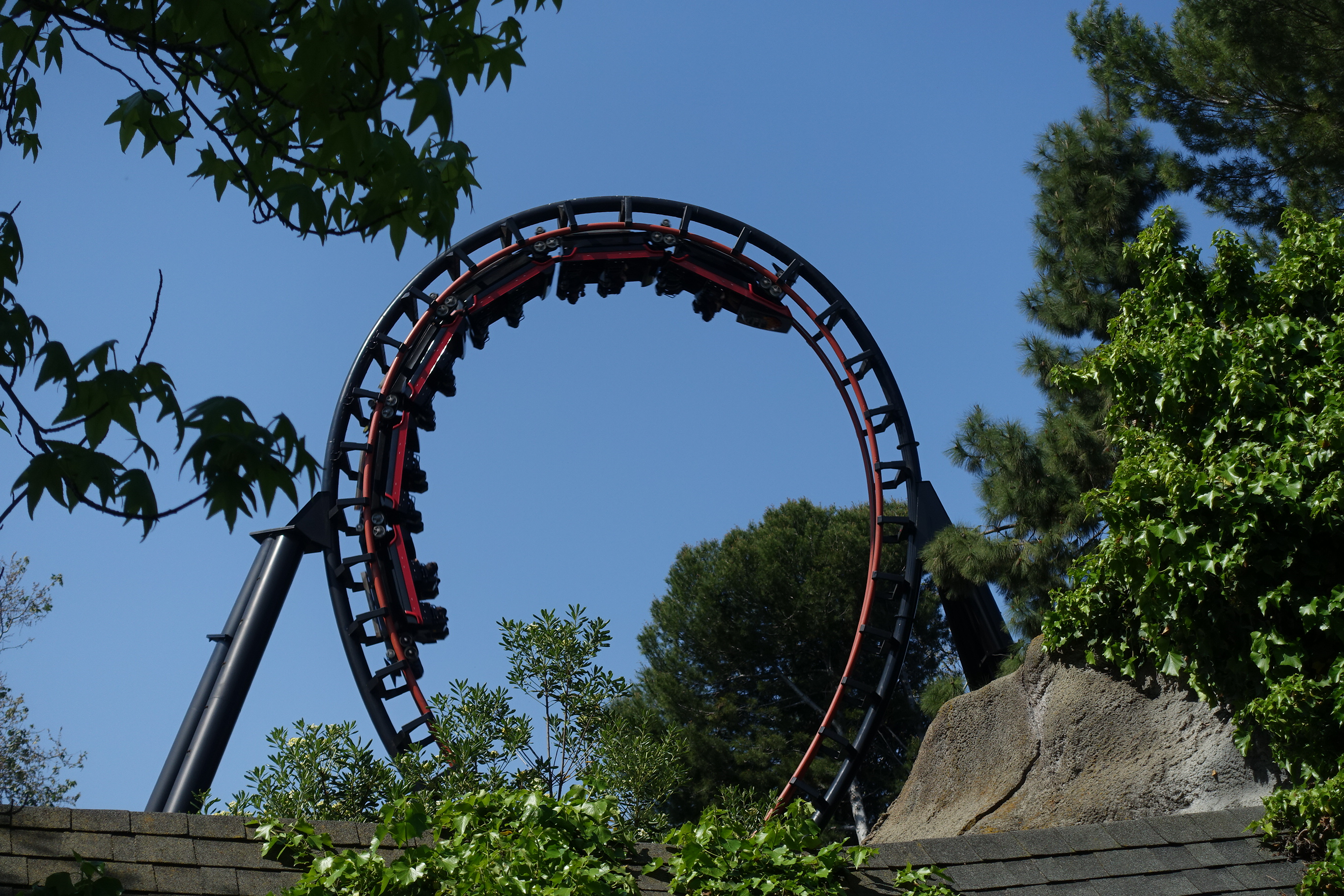
Demon
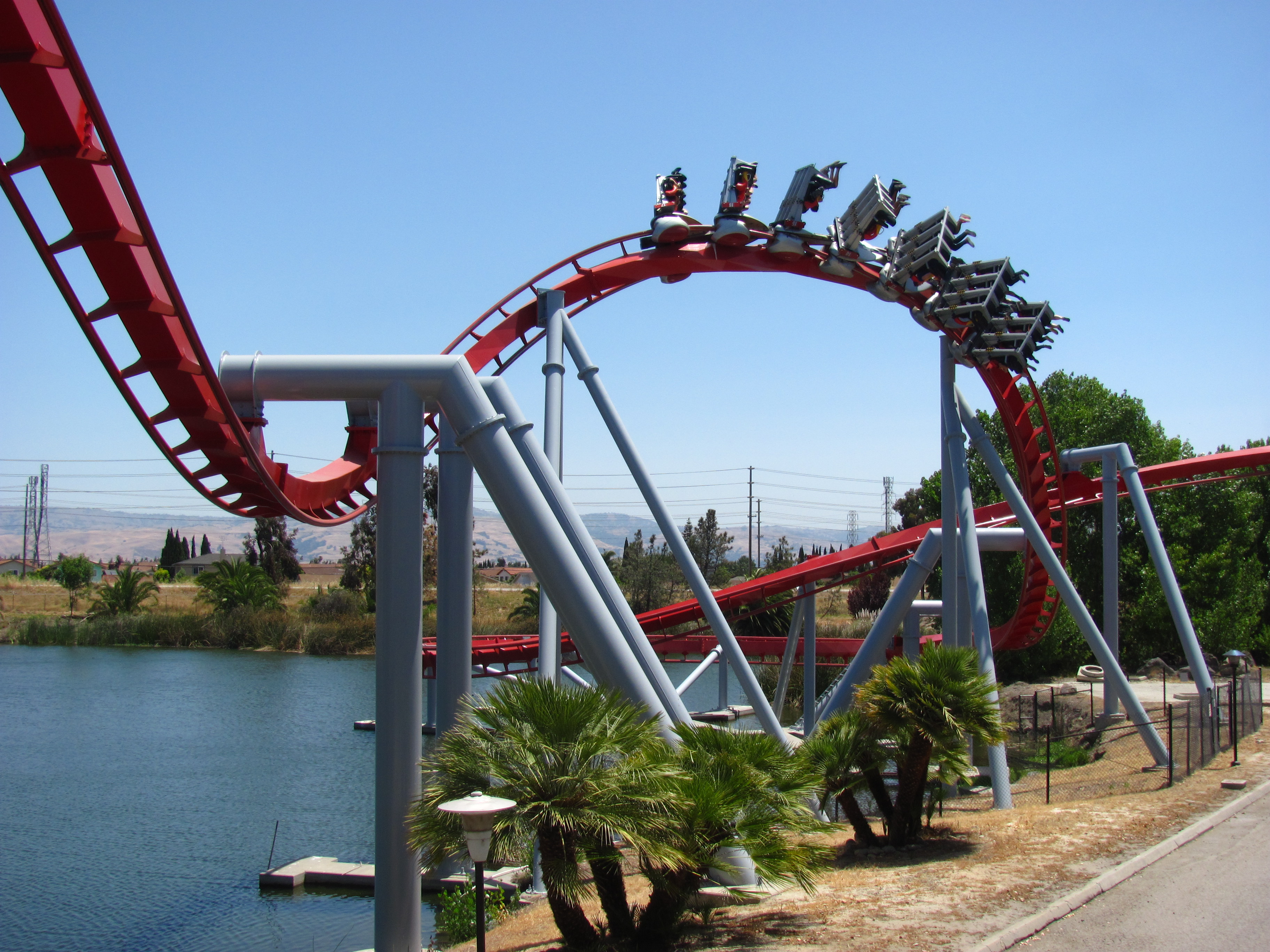
Flight Deck
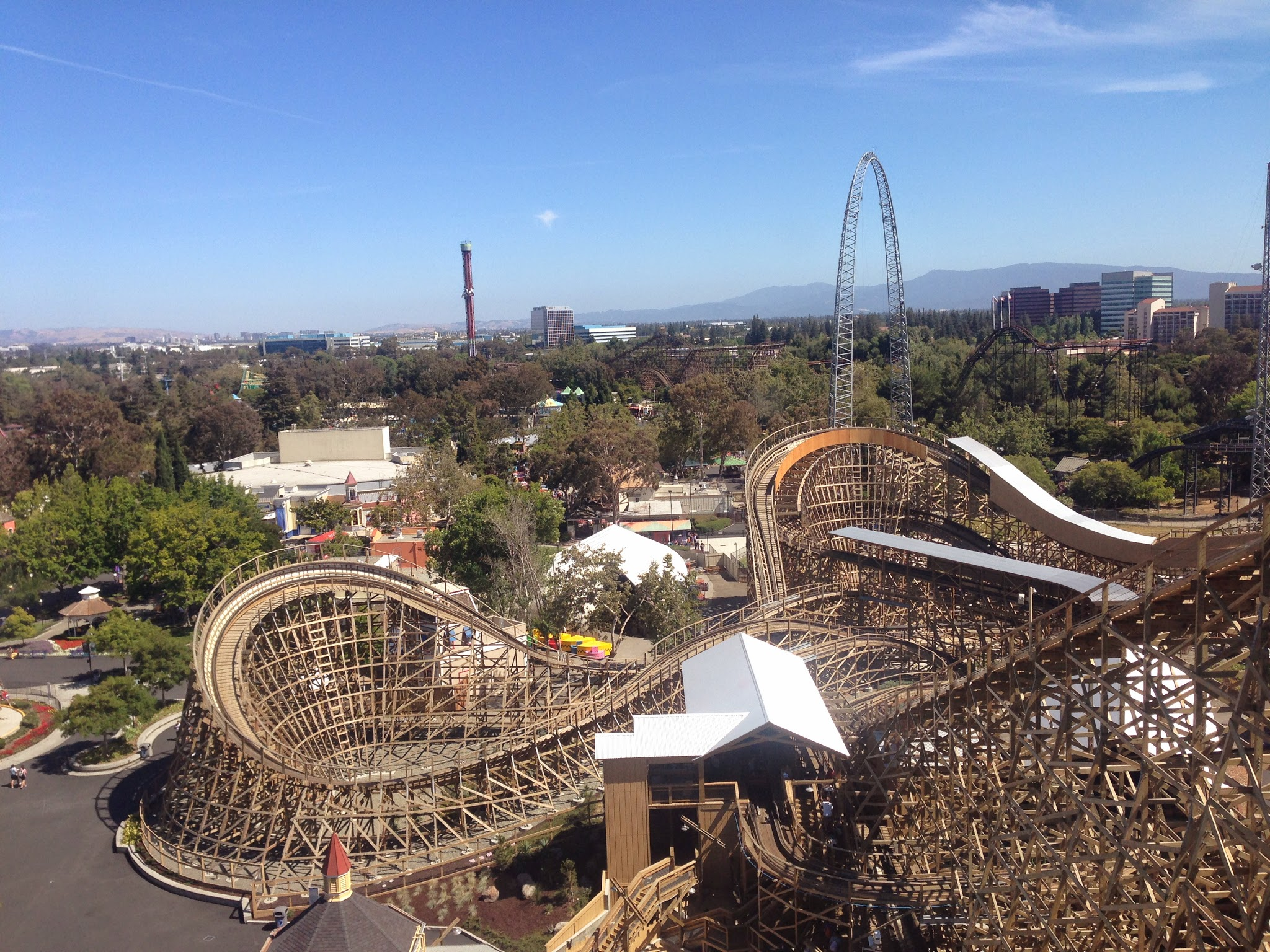
Gold Striker
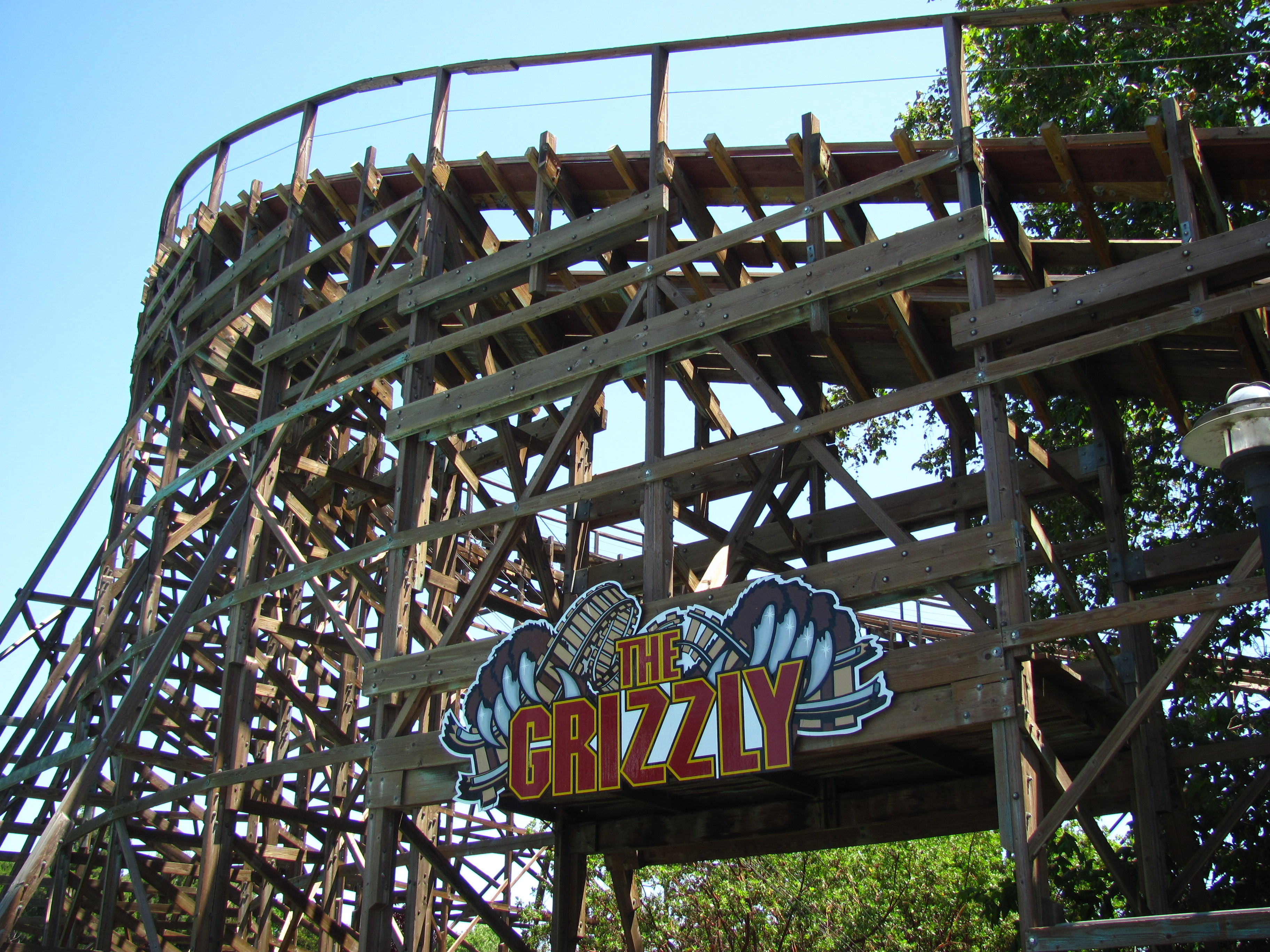
Grizzly
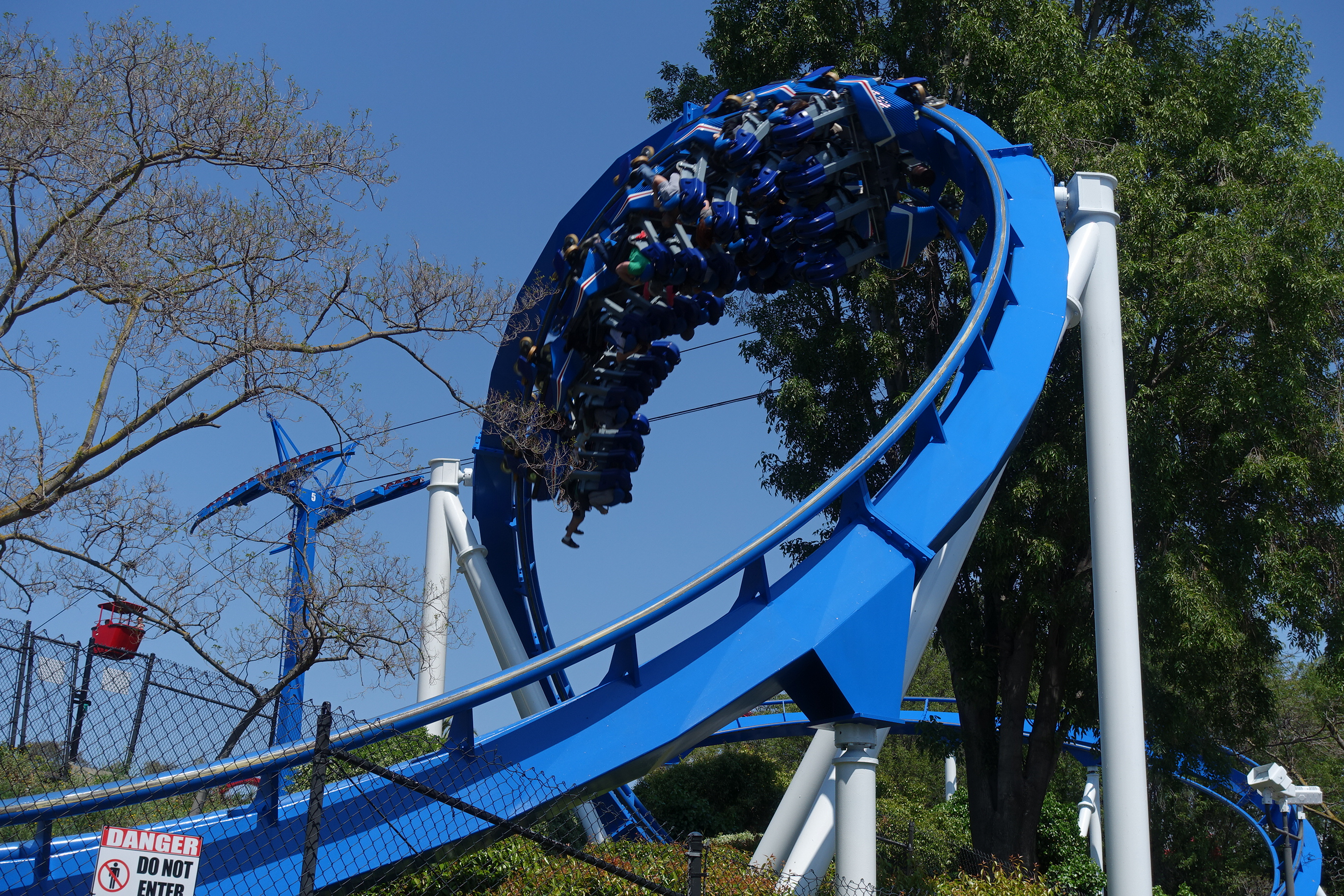
Patriot
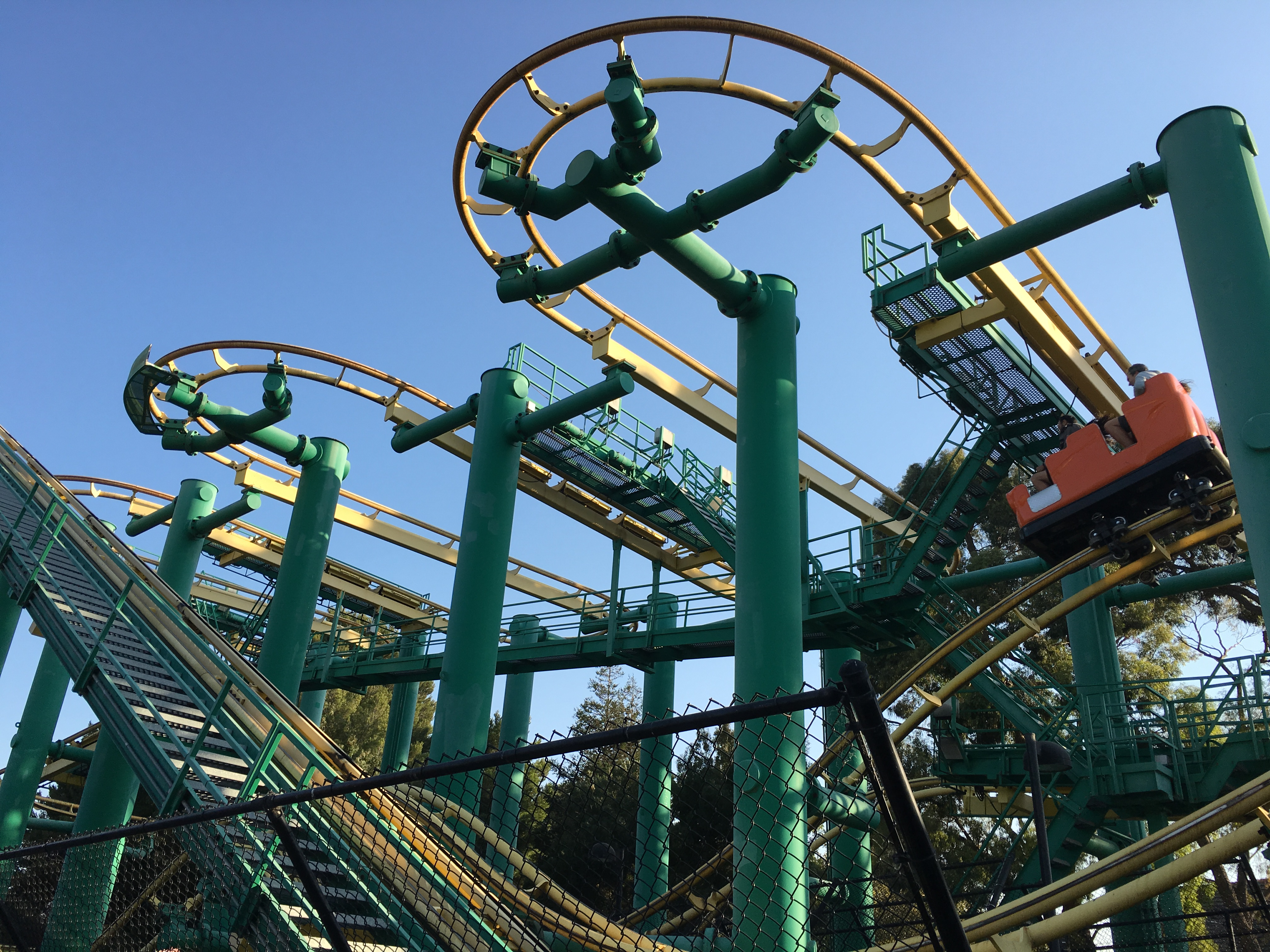
Psycho Mouse
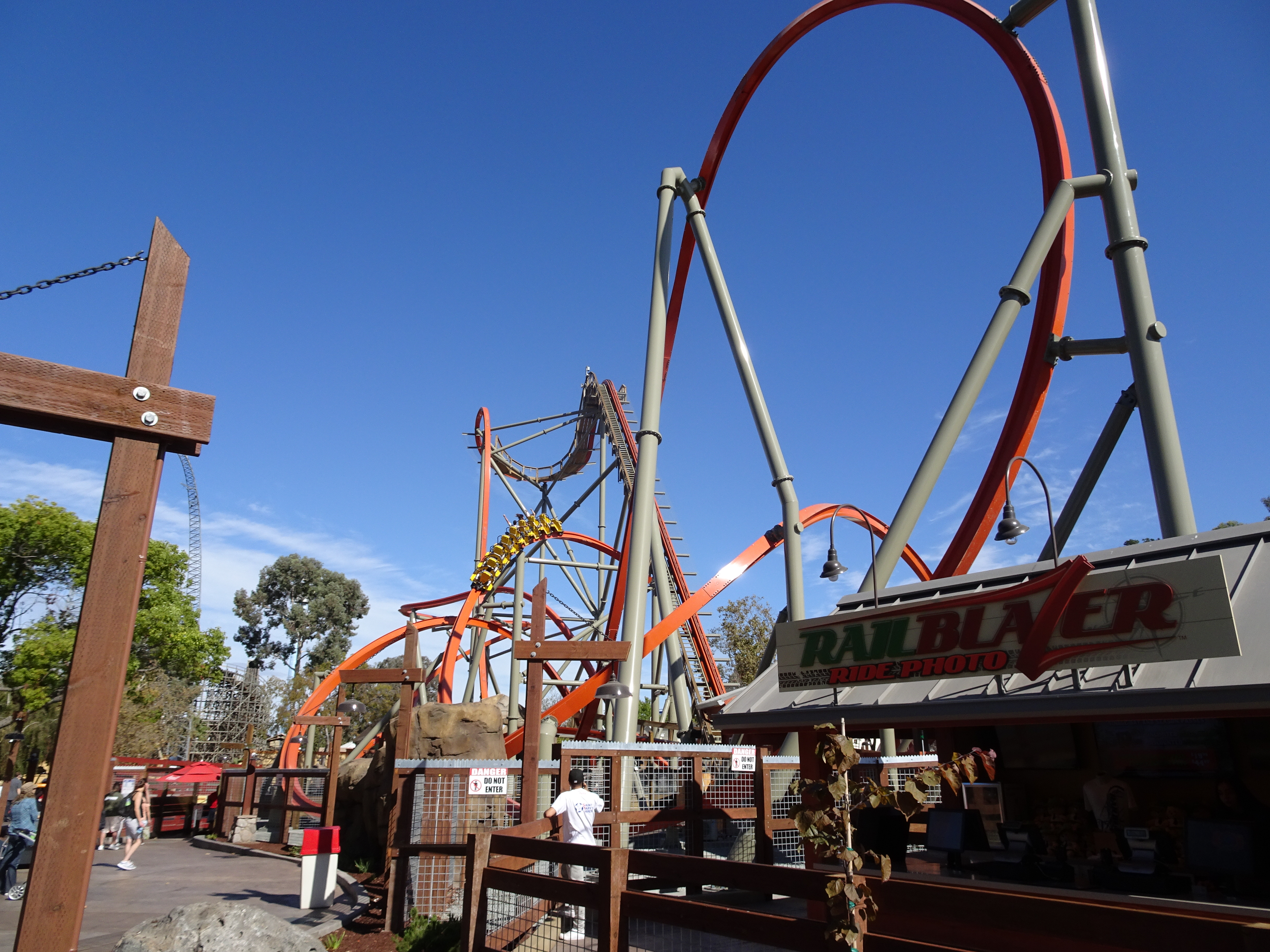
RailBlazer
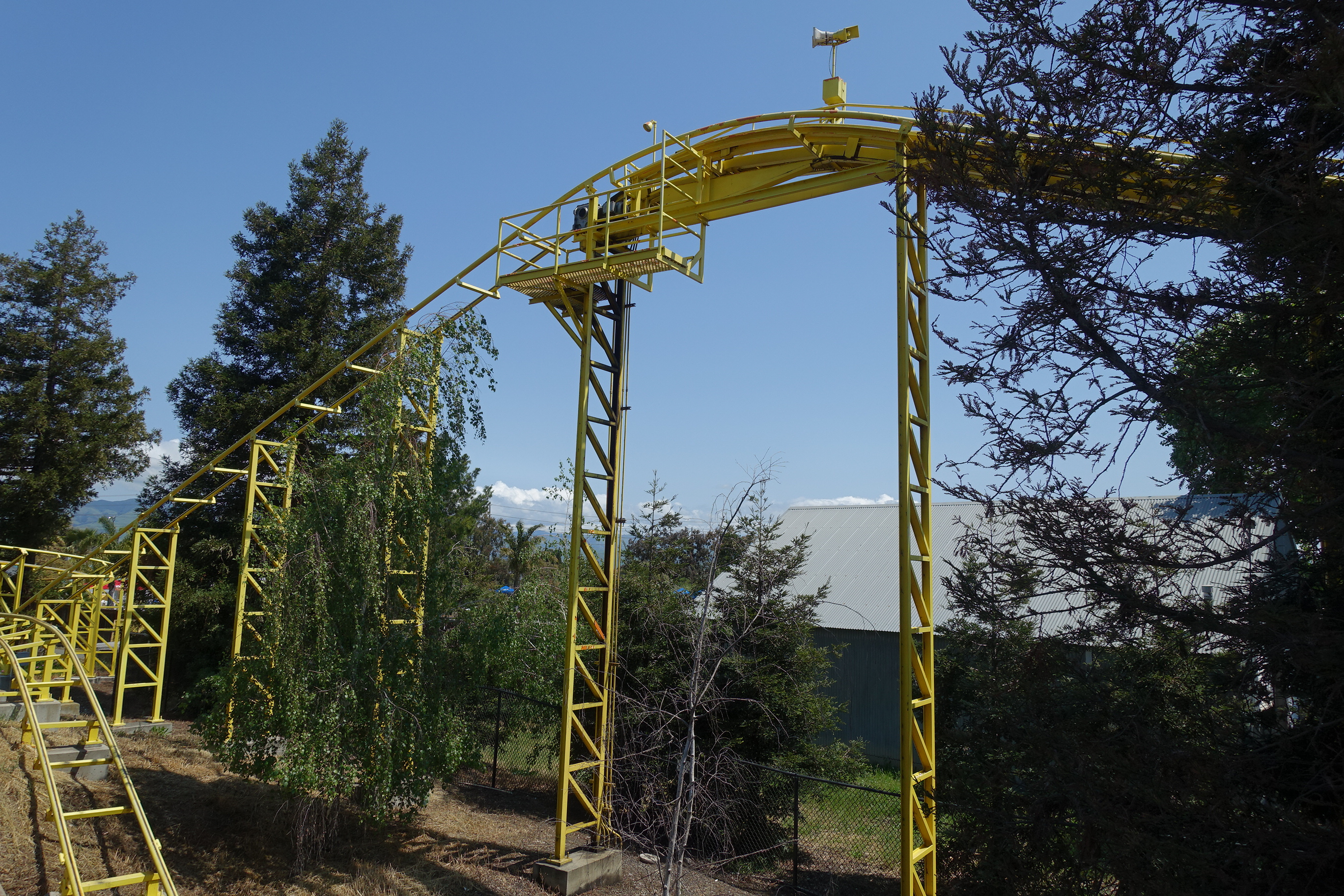
Woodstock's Express

#### Disparues

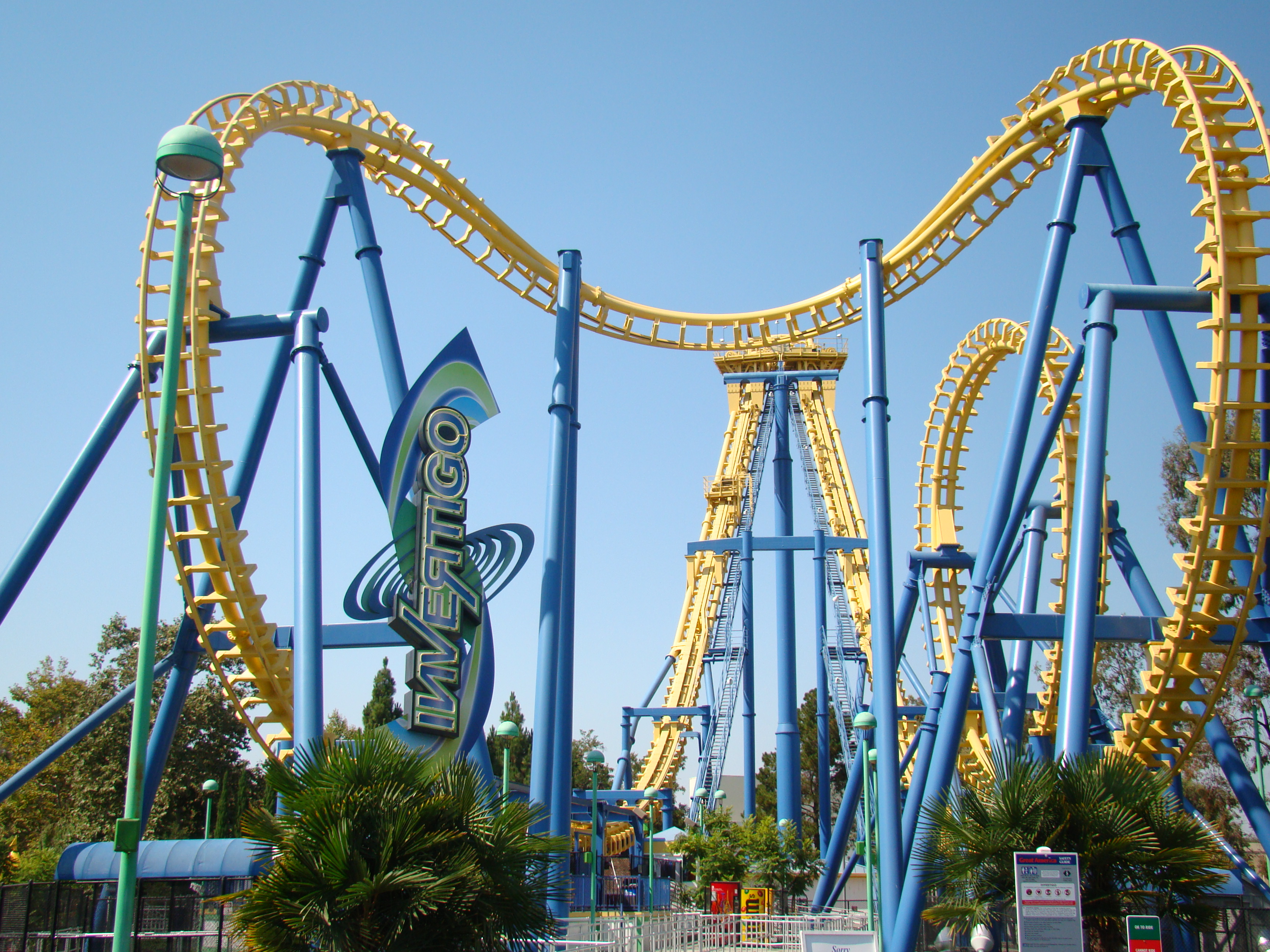
Invertigo

- Greased Lightning - Shuttle loop connu également sous le nom Tidal Wave construit par Anton Schwarzkopf.
- Gulf Coaster - Montagnes russes junior de Bradley and Kaye
- Invertigo - Montagnes russes navette inversées de type Invertigo de Vekoma 1998 - 2010
- Stealth - Montagnes russes volantes en métal de Vekoma relocalisées à Carowinds sous le nom Nighthawk.
- Willard's Whizzer - Montagnes russes en métal d'Anton Schwarzkopf.
- Vortex - Montagnes russes en position verticale de Bolliger & Mabillard de 1991 fermées en 2016 pour devenir en 2017 Patriot.

### Les attractions aquatiques
- Logger's Run - Bûches Arrow Dynamics
- Rip Roaring Rapids - Rivière rapide en bouées Intamin
- Whitewater Falls - Shoot the Chute

### Autres attractions

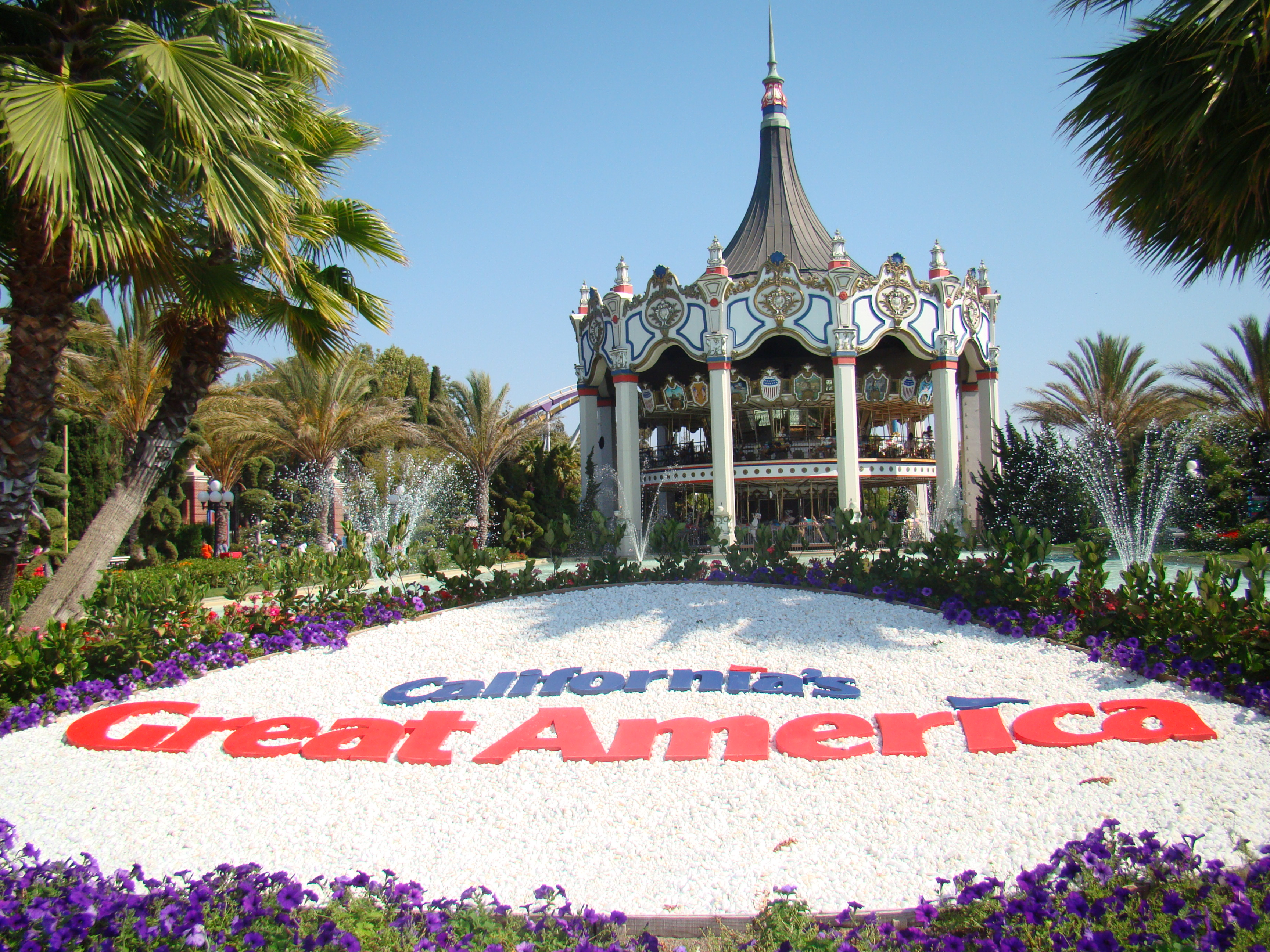
Carousel Columbia

- Action FX Theater - Simulateur de mouvements
- Barney Oldfield Speedway - Balade en voiture (1976) Arrow Dynamics
- Berserker - Bayern Kurve (1976) Anton Schwarzkopf
- Carousel Columbia - Carrousel à double étage (1976) Bradley and Kaye
- Celebration Swings - Chaises volantes (2000) Zierer
- Centrifuge - Scrambler (1976) Anton Schwarzkopf
- Delirium - Revolution (2001) Chance Morgan
- Drop Zone - Tour de chute (1996) Intamin
- Flying Eagles - Flying Scooters (1976) Larson International
- H.M.B. Endeavor - Looping Starship (1987) Intamin
- Rue Le Dodge - Autos tamponneuses (1976)
- Sky Tower - Tour d'observation (1979) Intamin
- Sponge Bob's Boatmobiles - Breakdance (2003) Huss Rides
- Survivor: The Ride! - Disk'O Coaster (2006) Zamperla
- The Orbit - Enterprise (1976) Anton Schwarzkopf
- The Revolution - Space Shuttle Intamin
- Thunder Raceway - Karting
- Wild Thornberry's Treetop Lookout - Samba Tower (2003) Zamperla
- Xtreme Skyflyer - Skycoaster

## Boomerang Bay
Le parc possède son propre parc aquatique.

## À l'écran
Le parc a servi de décor dans Le Flic de Beverly Hills 3 (1994) ; il  y est présenté sous le nom de WonderWorld. Il a aussi servi de décor dans Rends la monnaie, papa (1994).